# Steven Tweed
Steven Tweed (nacido el 8 de agosto de 1972) es un exfutbolista escocés que se desempeñaba como defensa.
Jugó para clubes como el Hibernian, Ionikos de Nicea, Stoke City, Dundee, MSV Duisburgo, Yokohama FC, Livingston, East Fife y Montrose.

## Trayectoria

### Clubes
| Club              | País       | Año         |
| ----------------- | ---------- | ----------- |
| Hibernian         | Escocia    | 1991 - 1996 |
| Ionikos de Nicea  | Grecia     | 1996 - 1997 |
| Stoke City        | Inglaterra | 1997 - 1998 |
| Dundee            | Escocia    | 1998 - 2001 |
| MSV Duisburgo     | Alemania   | 2001 - 2004 |
| Yokohama FC       | Japón      | 2004 - 2006 |
| Livingston        | Escocia    | 2006 - 2007 |
| East Fife         | Escocia    | 2007 - 2009 |
| Montrose          | Escocia    | 2009 - 2011 |
| Broughty Athletic | Escocia    | 2011        |